# Rosulje (Peć)
Pour les articles homonymes, voir Rosulje.
Rosulë en albanais et Rosulje en serbe latin (en serbe cyrillique : Росуље) est une localité du Kosovo située dans la commune/municipalité de Pejë/Peć et dans le district de Pejë/Peć. Selon le recensement kosovar de 2011, elle compte 17 habitants.

## Démographie

### Évolution historique de la population dans la localité
| 1948 | 1953 | 1961 | 1971 | 1981 | 1991 | 2011 |
| ---- | ---- | ---- | ---- | ---- | ---- | ---- |
| 297  | 316  | 297  | 309  | 215  | 193  | 17   |

|  |